# 607.
◄ | 6. stoljeće | 7. stoljeće | 8. stoljeće | ►
◄ | 570-ih | 580-ih | 590-ih | 600-ih | 610-ih | 620-ih | 630-ih | ►
◄◄ | ◄ | 604. | 605. | 606. | 607. | 608. | 609. | 610. | ► | ►►
Astronomija • Književnost • Kršćanstvo • Pravo • Promet

## Smrti
- 12. studenoga – Bonifacije III., 66. papa

## Vanjske poveznice
|  | Zajednički poslužitelj ima još gradiva o temi 607. |